# 伊丽莎白·奥尔森
伊莉莎白·翠絲·歐森（英語：Elizabeth Chase Olsen，1989年2月16日—）是一名美国的女演员。与姐姐玛丽-凯特·奥尔森、阿什莉·奥尔森被称为“奥尔森三姐妹”。

## 生平
伊莉莎白 ·奥尔森1989年出生在美国加利福尼亚州洛杉矶。父親為銀行家，母親為前芭蕾舞者，家有4名兄弟姐妹，她排行第四。著名雙胞胎姐妹演員：玛丽-凯特·奥尔森、阿什莉·奥尔森為其親姊姊們。奥尔森还有一个哥哥和两个同父异母的弟弟妹妹。1996年，她的父母离婚，奥尔森家族有挪威和英国血统。 
奥尔森小时候接受过芭蕾舞和唱歌课程。她从很小的时候就开始表演了，并在姐姐的电影中露面。奥尔森在四年级的时候出现在她姐姐的影片裡，开始为其他项目试镜。奥尔森6岁时首次在《西方是多么有趣》（How the West Was Fun）影片中扮演了小角色。
奥尔森从幼儿园到12岁就读于加利福尼亚州洛杉矶的坎贝尔霍尔学校。2009年，奥尔森在莫斯科艺术剧院通过短暂课程学习了一个学期。

## 事业生涯

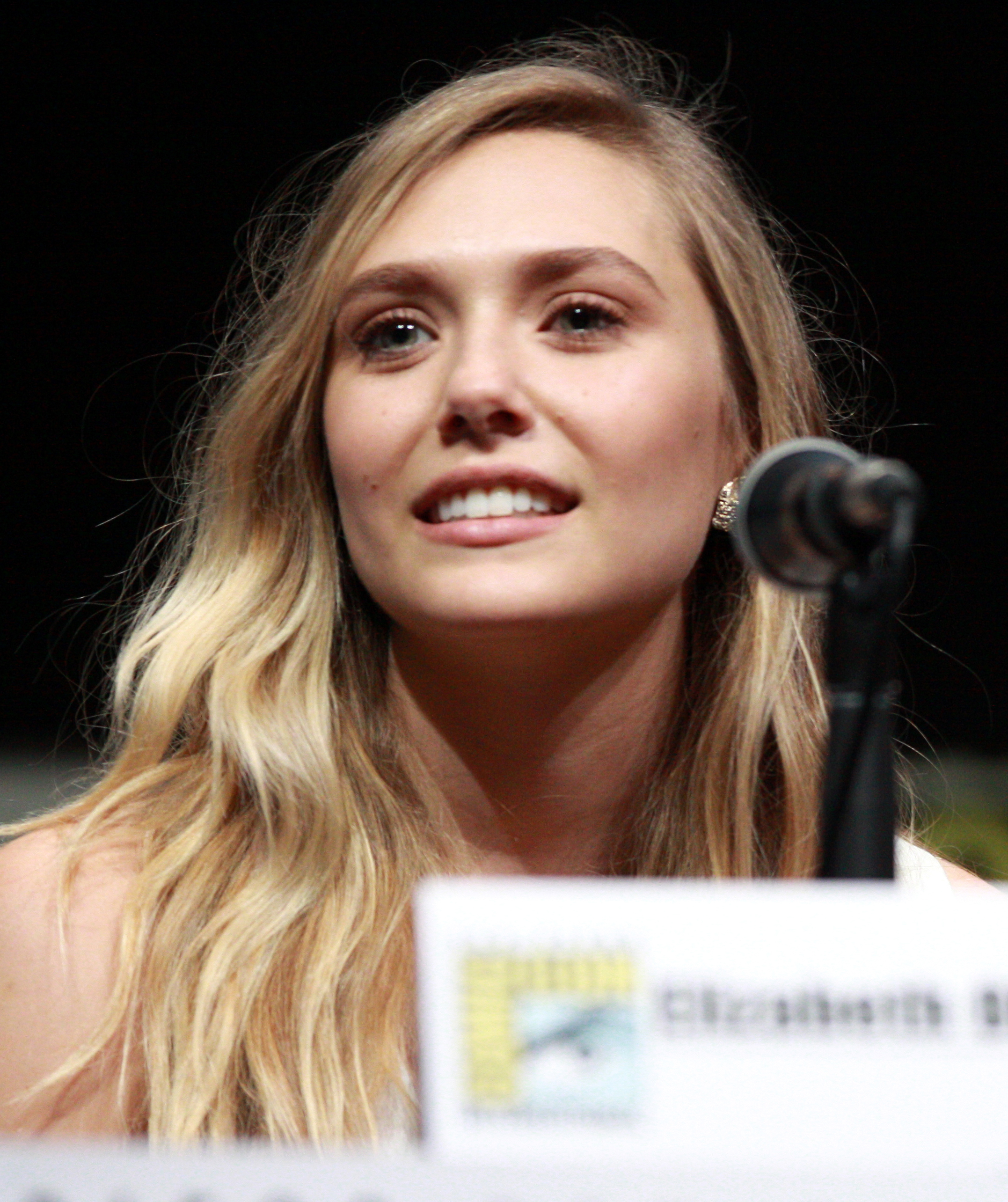
伊丽莎白·奥尔森出席2013年聖地亞哥國際漫畫展

奥尔森在四岁的时候就开始表演，她与姐姐玛丽-凯特·奥尔森和阿什莉·奥尔森合作出演了六部电影；她还参加了电影《特务小子》（英语：Spy Kids）的试镜。奥尔森的突破角色出现在2011年的电影《双面玛莎》（英语：Martha Marcy May Marlene）中。这部电影连同奥尔森的表演受到了评论界的称赞。奥尔森被提名并获得了许多评论家的奖项，她对角色人物玛莎的刻画，一个女孩在一个邪教中逃离了她的生活，回到了她的家庭后，遭受了妄想和偏执，奥尔森的演技获得了外界肯定。随后她出演了恐怖电影《寂静的房子》（英语：Silent House ），在这部电影中她扮演了莎拉，这部电影受到了褒贬不一的评价，但奥尔森的表演同样受到了赞扬。2011年，奥尔森于拍摄电影《第7度感應》（英语：Red Lights），该片于2012年7月13日在美国上映。2012年，她主演了的电影《文科恋曲》，2013年，她和达科塔·范宁主演了《好女孩》（英语：Very Good Girls）。
2013年1月，奥尔森获得英国电影学院新星奖提名。她饰演2003年韩国电影《老男孩》的2013年美国翻拍版；她扮演一个年轻的社会工作者玛丽，与乔希·布洛林饰演的主角发展了关系。2013年，她在《杀死汝爱》饰演杰克·凯鲁亚克的妻子。同样在2013年，她在《秘密情事》（英语：In Secret）中扮演了主角，这部电影改编自1867年法国作家埃米尔·左拉的小说《Thérèse Raquin》。
2014年，奥尔森加入了奇迹般的电影世界。她主演了传奇的《哥斯拉》，她与亚伦·约翰逊饰演一对夫妻，最终影片收获大量好评，为她首部科幻影片打好开头。之后她在漫威電影宇宙系列電影中扮演緋紅女巫，奥尔森也因此深入人心。她首次出现在2014年电影《美國隊長2：酷寒戰士》片尾彩蛋。之后她在2015年的《復仇者聯盟2：奧創紀元》、2016年的《美國隊長3:英雄內戰》等系列中重演了这个角色。其有份出演的2019年電影《復仇者聯盟：終局之戰》最终成为票房位居影史第二的电影。

## 个人生活
奥尔森就读于纽约大学电影学院和大西洋剧院公司（英语：Atlantic Theater Company），并于2013年3月通过六年的间歇性学习毕业。
奥尔森和波伊德·霍布鲁克于2014年3月订婚，但随后于2015年1月结束了订婚。
2017年3月，奥尔森被媒体拍到和独立乐队Milo Greene的主音罗比阿奈特（Robbie Arnett）约会，她随后承认这段恋情。2019年，两人正式宣布订婚。2021年6月，奥尔森宣布兩人已成婚。

## 影視作品列表

### 電影
| 年份 | 譯名標題                | 原名標題                                    | 角色                                                     | 备注         |
| ---- | ----------------------- | ------------------------------------------- | -------------------------------------------------------- | ------------ |
| 2011 | 寂静的房子              | Silent House                                | Sarah                                                    |              |
| 2011 | 双面玛莎                | Martha Marcy May Marlene                    | Martha                                                   |              |
| 2011 | 潮爆家族                | Peace, Love & Misunderstanding              | Zoe                                                      |              |
| 2012 | 異能感應                | Red Lights                                  | Sally Owen                                               |              |
| 2012 | 文科恋曲                | Liberal Arts                                | Zibby                                                    |              |
| 2013 | 愛殺達令                | Kill Your Darlings                          | 埃迪·帕克                                                |              |
| 2013 | 好女孩                  | Very Good Girls                             | Gerry                                                    |              |
| 2013 | 秘密情事                | In Secret                                   | Thérèse Raquin                                           |              |
| 2013 | 復仇                    | Oldboy                                      | Mia Doucett / Marie Sebastian                            |              |
| 2014 | 美國隊長2：酷寒戰士     | Captain America: The Winter Soldier         | 汪達·馬克希莫夫 Wanda Maximoff                           | 片尾彩蛋客串 |
| 2014 | 哥吉拉                  | Godzilla                                    | 艾莉·布洛迪 Elle Brody                                   |              |
| 2015 | 復仇者聯盟2：奧創紀元   | Avengers: Age of Ultron                     | 汪達·馬克希莫夫 Wanda Maximoff                           |              |
| 2015 | 音樂之光                | I Saw the Light                             | 奧黛麗·威廉斯                                            |              |
| 2016 | 美國隊長3：英雄內戰     | Captain America: Civil War                  | 汪達·馬克希莫夫 Wanda Maximoff                           |              |
| 2017 | 英格麗向西              | Ingrid Goes West                            | Taylor Sloane                                            |              |
| 2017 | 極地追擊                | Wind River                                  | 珍·班納 Jane Banner                                      |              |
| 2017 | 拾光人生                | Kodachrome                                  | Zooey Kern                                               |              |
| 2018 | 復仇者聯盟3：無限之戰   | Avengers: Infinity War                      | 汪達·馬克希莫夫 Wanda Maximoff                           |              |
| 2019 | 復仇者聯盟：終局之戰    | Avengers: Endgame                           | 汪達·馬克希莫夫 Wanda Maximoff                           |              |
| 2022 | 奇異博士2：失控多重宇宙 | Doctor Strange in the Multiverse of Madness | 汪達·馬克希莫夫／緋紅女巫 Wanda Maximoff / Scarlet Witch |              |

### 電視
| 年份 | 譯名標題          | 原名標題             | 角色                                                     | 备注                         |
| ---- | ----------------- | -------------------- | -------------------------------------------------------- | ---------------------------- |
| 1994 | -                 | How the West Was Fun | 車上的女孩                                               | 電視電影                     |
| 2016 | 醉酒史            | Drunk History        | Norma Kopp                                               | 集數："Siblings"             |
| 2017 | -                 | HarmonQuest          | Stirrip                                                  | 集數："The Keystone Obelisk" |
| 2019 | 節哀順變          | Sorry for Your Loss  | Leigh Gibbs                                              | 主要角色                     |
| 2021 | 汪達幻視          | Wanda Vision         | 汪達·馬克希莫夫／緋紅女巫 Scarlet Witch / Wanda Maximoff | 主要角色                     |
| 2021 | 無限可能：假如…？ | What If...?          | 汪達·馬克希莫夫／緋紅女巫 Scarlet Witch / Wanda Maximoff | 配音；2集                    |
| 2022 | 愛與死亡          | Love and Death       | 坎迪·蒙哥马利                                            | 主要角色                     |